# Valdigem

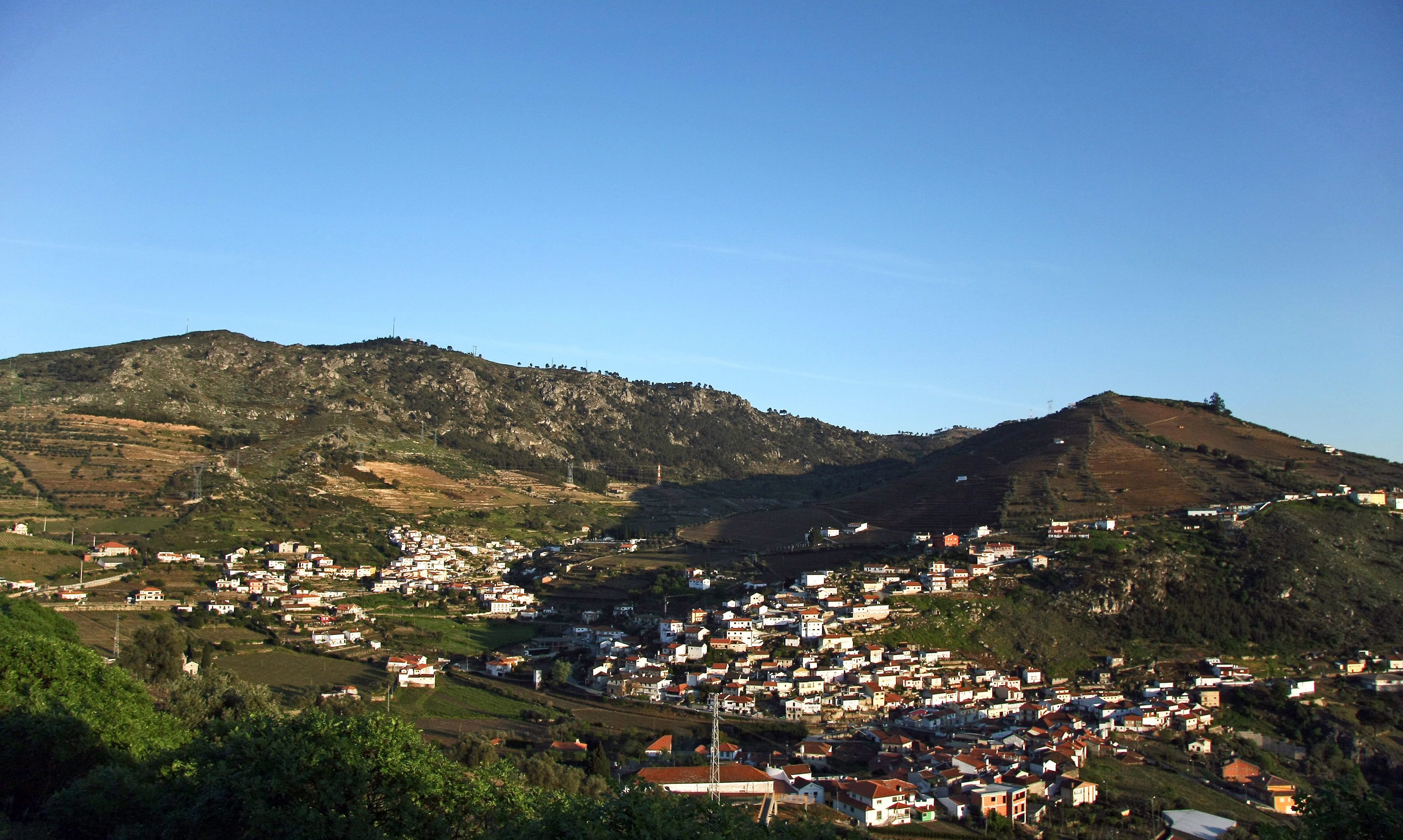
Zicht op het dorp

Valdigem is een plaats (freguesia) in de Portugese gemeente Lamego en telt 1195 inwoners (2001).